# René Héraudin
René Héraudin (né au Blanc le 2 février 1722 et mort à Valençay le 9 mars 1800), ecclésiastique, fut évêque constitutionnel de l'Indre de 1791 à 1801.

## Biographie
René Héraudin, né au Blanc alors dans le diocèse de Bourges et ordonné prêtre en 1748, est d'abord vicaire au Blanc puis curé de Saint-Cyran-du-Jambot en 1751, de Chazelet en 1759, de Chaillac en 1760, de Valencay en 1764 avant de revenir à Chaillac en 1768 où il prête le serment à la Constitution civile du clergé. 
Comme doyen d'âge, l'assemblée départementale l'élit le 6 février 1791 avec 237 voix évêque constitutionnel du département de l'Indre avec résidence à Châteauroux. Il est sacré le 6 mars et fait son entrée le 13 mars. L'ancienne église Saint-André lui est affectée comme cathédrale. Il ne tarde pas à se heurter avec les autorités civiles lorsqu'elles veulent obliger les curés à remarier les divorcés. Il cesse ses fonctions religieuses en 1793 et se retire à Bazelles dans la paroisse de Poulaines près de Valencay mais après la fin de la Terreur, il envoie encore un député au Concile de 1797. Il meurt à Valencay le 9 mars 1800.